# قائمة سفراء الصين لدى العراق

سفير الصين لدى العراق هو الممثل الرسمي لجمهورية الصين الشعبية لدى جمهورية العراق. 

### جمهورية الصين
| الاسم           | الاسم الصيني | تاريخ التعيين  | نهاية المدة    | ملاحظات |
| --------------- | ------------ | -------------- | -------------- | --- |
| لي تي تشنغ      | 李铁铮       | يوليو 31, 1943 | أغسطس 16, 1946 | معتمد أيضًا في طهران (*1906 في هونان يناير 28, 1990). في مارس 1943، افتتح أول مفوضية للصين القومية في بغداد، وعُين لي تي تشنغ أول وزير للصين الحديثة في العراق. منذ ذلك الحين، حافظ العائلة المالكة العراقية على علاقات وديّة مع تشيانغ كاي شيك. |
| شينغ زونغ ليانغ | 盛忠亮       | 1950           | 1954           | قائم بالأعمال |
| تشيه بينغ تشن   | 陈质平       | أكتوبر 1956    | مايو 1958      | - في مارس 1956، تمت ترقية المفوضية إلى سفارة. - بعد لقاء عبد الكريم قاسم، قرر تشن قطع العلاقات مع العراق، وطار بطاقم السفارة بأكمله مع عائلاتهم خارج بغداد على متن طائرة تجارية مستأجرة.                                                      |

### جمهورية الصين الشعبية
| الاسم          | الاسم الصيني | تاريخ التعيين | نهاية المدة | ملاحظات |
| -------------- | ------------ | ------------- | ----------- | --- |
| تشن تشي فانغ   | 陈志方       | سبتمبر 1958   | سبتمبر 1960 | |
| تشانغ ويلي     | 张伟烈       | سبتمبر 1960   | نوفمبر 1965 | - من فبراير 1971 إلى مايو 1974 كان سفيراً في الرباط (المغرب). - من أكتوبر 1974 إلى أبريل 1978 كان سفيراً في ألماتي (منغوليا). - من يوليو 1978 إلى يونيو 1981 كان سفيراً في بانكوك (تايلاند).                                                |
| تساو تشي       | 曹痴         | أبريل 1966    | فبراير 1967 | - من مايو 1955 إلى 1 مارس 1960 كان عمدة تشانغشا. - من أبريل 1966 إلى فبراير 1967 كان سفيراً في بغداد (العراق). - من سبتمبر 1972 إلى نوفمبر 1977 كان سفيراً في كاتماندو (نيبال). - من مارس 1978 إلى يوليو 1982 كان سفيراً في نيقوسيا (قبرص). |
| غونغ دافاي     | 宫达非       | ديسمبر 1970   | يناير 1973  | - من يناير 1973 إلى يوليو 1978 كان سفيراً في كينشاسا (زائير). |
| هو تشينغ فانغ  | 胡成放       | فبراير 1973   | مايو 1974   | - من أبريل 1978 إلى ديسمبر 1980 كان سفيراً في سانتياغو دي تشيلي. |
| تشاو شينغ تشي  | 赵行志       | أغسطس 1974    | نوفمبر 1976 | - من أغسطس 1971 إلى مايو 1974 كان سفيراً في الكاميرون. |
| هو يو فنغ      | 侯野峰       | سبتمبر 1977   | ديسمبر 1984 | |
| تشانغ جونهوا   | 张俊华       | يناير 1985    | يونيو 1988  | - من يناير 1978 إلى مارس 1982 كان سفيراً في بنين. - من يونيو 1982 إلى نوفمبر 1984 كان سفيراً في زامبيا. |
| تشنغ جيان يينغ | 郑剑英       | يناير 1988    | مارس 1990   | - من فبراير 1983 إلى أكتوبر 1985 كان سفيراً في بنغلاديش. |
| تشنغ دا يونغ   | 郑达庸       | يونيو 1990    | مايو 1994   | - من يونيو 1989 إلى يونيو 1990 كان سفيراً في اليمن الشمالي / اليمن. - من يونيو 1990 إلى مايو 1994 كان سفيراً في العراق. - من ديسمبر 1993 إلى أغسطس 1997 كان سفيراً في السعودية.                                                             |
| صن بي غان      | 孙必干       | يونيو 1994    | أغسطس 1998  | - من سبتمبر 1990 إلى أبريل 1994 كان سفيراً في السعودية. - من يونيو 1994 إلى أغسطس 1998 كان سفيراً في العراق. - من أبريل 1999 إلى أكتوبر 2002 كان سفيراً في إيران.                                                                           |
| تشانغ وي تشيو  | 张维秋       | سبتمبر 1998   | مارس 2003   | - من ديسمبر 1995 إلى أغسطس 1998 كان سفيراً في السودان. |
| يانغ هونغ لين  | 杨洪林       | أكتوبر 2004   | أكتوبر 2005 | - من ديسمبر 2000 إلى أكتوبر 2003 كان سفيراً في البحرين. - من أكتوبر 2004 إلى أكتوبر 2005 كان سفيراً في العراق. - من نوفمبر 2007 إلى أكتوبر 2011 كان سفيراً في السعودية.                                                                     |
| لي هوا شين     | 李华新       | نوفمبر 2005   | فبراير 2007 | - من أبريل 2007 إلى أغسطس 2011 كان سفيراً في سوريا. - منذ يونيو 2016 هو سفير في السعودية. |
| تشن شياو دونغ  | 陈晓东       | فبراير 2007   | مايو 2008   | - منذ يونيو 2015 هو سفير في سنغافورة. |
| تشانغ يي       | 常毅         | يونيو 2008    | سبتمبر 2011 | |
| ني جيان        | 倪坚         | نوفمبر 2011   | نوفمبر 2013 | |
| وانغ يونغ      | 王勇         | ديسمبر 2013   | فبراير 2016 | |
| تشن وي تشينغ   | 陈伟庆       | مارس 2016     | فبراير 2019 | |
| تشانغ تاو      | 张涛         | مارس 2019     | أبريل 2022  | |
| تسوي وي        | 崔巍         | أبريل 2022    | شاغل المنصب | |

33°17′52″N 44°18′37″E / 33.297672°N 44.310391°E